# György Babolcsai
György Babolcsai (hongarès: Babolcsay György)  (Sashalom, 7 de maig de 1921 - Budapest, 13 de juliol de 1976) fou un futbolista hongarès de la dècada de 1950 i entrenador de futbol.
Fou 4 cops internacional amb la selecció hongaresa. Pel que fa a clubs, defensà els colors de Budapesti Honvéd.
També destacà com a entrenador a Budapest Honvéd FC, Békéscsaba 1912 Előre SE i PAOK.